# Albion hadművelet
Az Albion hadművelet német támadó hadművelet volt, melynek célja a Nyugatészt szigetvilág elfoglalása volt.

## Előzmények

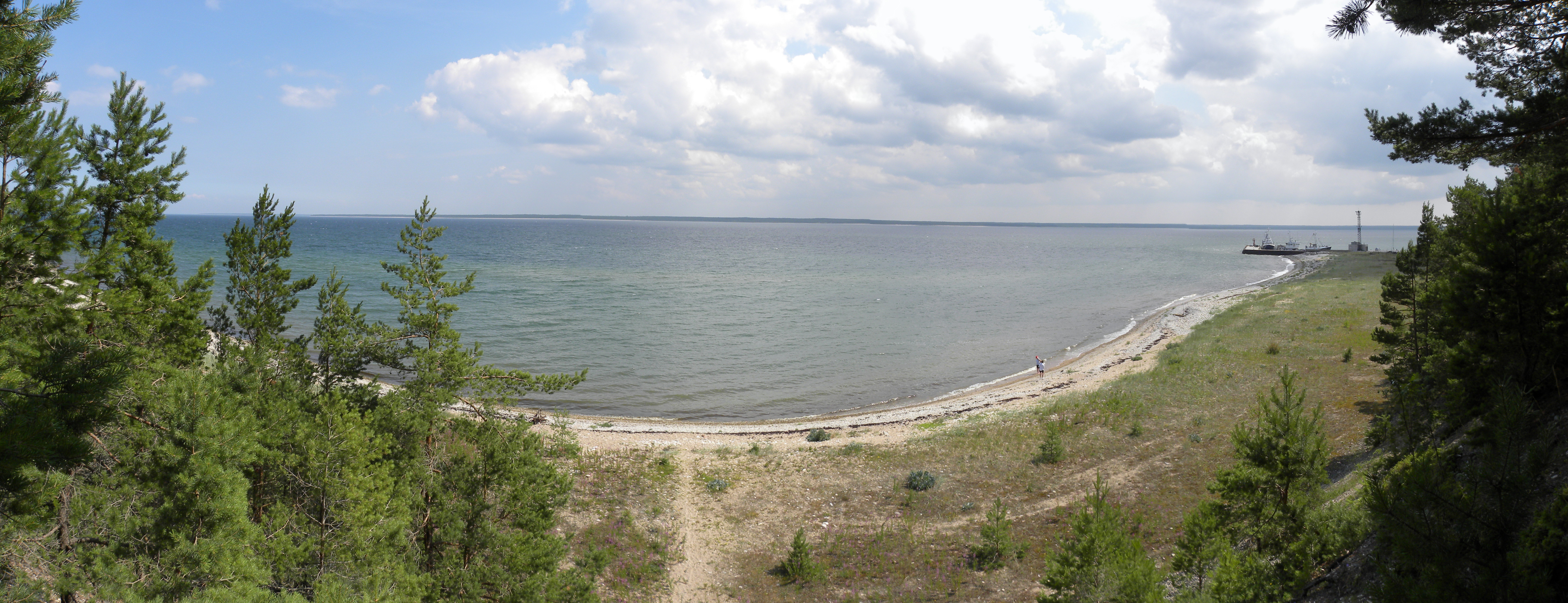
Tagalaht-öböl, Saaremaa, Észtország. Itt szálltak partra a német csapatok 1917. október 11-én

Az első világháború elején sem az oroszok, sem a németek nem tekintették stratégiailag fontosnak a szigeteket. Azonban az 1917-ben kitört orosz forradalom miatt kialakult zűrzavar okán a német főparancsnokság úgy gondolta, hogy ez a terület jó kiinduló pontnak számíthat egy esetleges Szentpétervár elleni offenzíva során. Így elkezdték kidolgozni az Albion fedőnevet viselő hadműveletet, melynek célja a szigetek elfoglalása volt. Az oroszok viszont már rég felismerték ezt a veszélyt és elkezdték kiépíteni a védelmet.

## Helyszín
A hadművelet a Rigai-öböl, valamint a Hiiumaa és a Saaremaa szigetek területén zajlott le.

## A csatában részt vevő egységek

### Német egységek
- 42. hadosztály
- 2. Infanterie kerékpáros brigád
- Különleges harci különítmény: Ehrhard Schmidt altengernagy
  - Zászlóshajó: Moltke
  - III. szakasz, Paul Behncke altengernagy: König, Bayern, Grosser Kurfürst, Markgraf, és a Kronprinz csatahajók
  - IV. szakasz Wilhelm Souchon altengernagy: Kaiser, Friedrich der Grosse, Kaiserin, Prinzregent Luitpold, és a König Albert csatahajók
  - II. Aufklarungsgruppe Ludwig von Reuter: Königsberg, Karlsruhe, Danzig, Frankfurt, és a Nürnberg cirkálók
  - VI. Aufklarungsgruppe Albert Hopman: Kolberg, Strassburg, Augsburg, Nautilus, és a Blitz cirkálók
  - Torpedónaszádok zászlóshajója: Emden
  - II. flottilla (10 hajó)
  - VIII. flottilla (11 hajó)
  - VI. flottilla (11 hajó)
  - X. flottilla (11 hajó)

### Orosz egységek
- Csatahajók: Tsesarevich, Slava
- Páncélozott cirkálók: Admiral Makarov
- Rombolók: Desna, Novik, Pobeditel, Zabijaka, Grom, Konstantin
- Ágyúnaszádok: Chivinetz, Grozyashchi
- Aknarakó hajók: Pripyat

### Brit egységek
- Tengeralattjárók: HMS C26, HMS C27, HMS C32

## A hadművelet

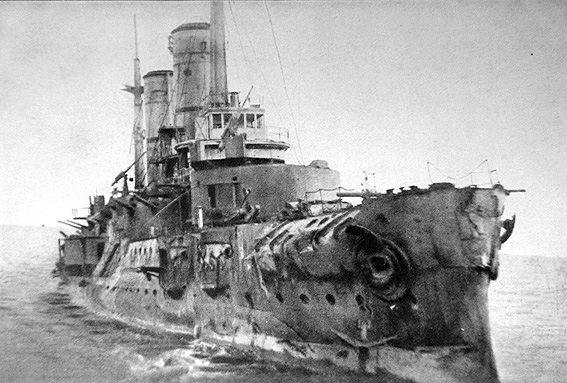
A süllyedő orosz Slava csatahajó, 1917. október

A szárazföldi hadműveletek a Tagalaht-öbölben történő partraszállással kezdődtek meg, a Saaremaa sziget területén 1917. október 11-én, miután a haditengerészet felderítette az aknákat és megsemmisítette az oroszok tengerparti tüzérségét. A németek október 16-ig biztosították a szigetet és az orosz hadsereg október 18-án evakuálta a területet.
Két sikertelen kísérlet után a németeknek sikerült partraszállni Hiiumaa sziget területén október 19-én, és következő napon elfoglalták a sziget. Az orosz Balti Flottának vissza kellett vonnia a Moon-szorosban elszenvedett nagy veszteségek miatt. A németek, 20.000 foglyot és több mint 100 ágyút zsákmányoltak a csaták során.

## Következmények

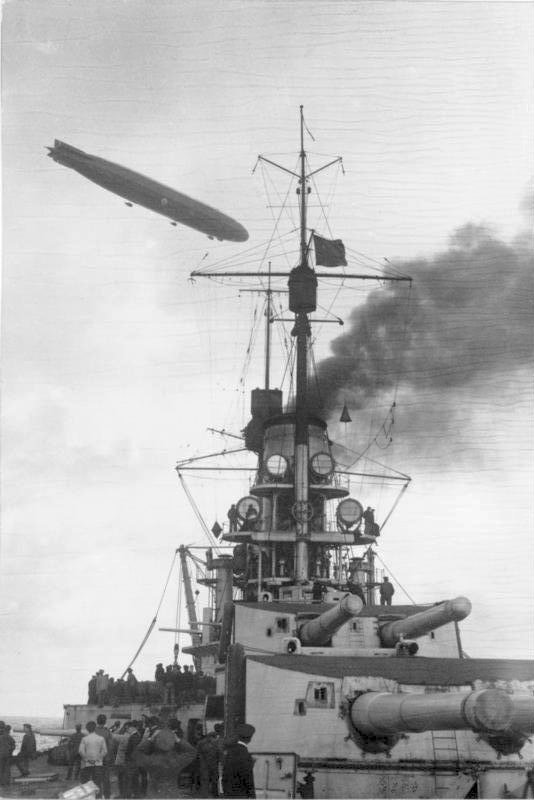
Az SMS Grosser Kurfürst csatahajó az Albion hadművelet során, a háttérben egy zeppelin léghajó

A hadművelet teljes német sikerrel zárult. A német csapatok minden kitűzött célt elértek, így a siker nem csak taktikai, hanem stratégiai jelentőségű is volt. Az oroszok december elején fegyverszünetet kötöttek Németországgal, így nagy mennyiségű német csapat szabadult fel, amelyeket át lehetett csoportosítani a nyugati frontra.

## Fordítás
- Ez a szócikk részben vagy egészben  az   Operation Albion című angol Wikipédia-szócikk fordításán alapul.  Az eredeti cikk szerkesztőit annak laptörténete sorolja fel. Ez a jelzés csupán a megfogalmazás eredetét és a szerzői jogokat jelzi, nem szolgál a cikkben szereplő információk forrásmegjelöléseként.